# Da capo al fine

Segno

Da capo al fine, da capo to w notacji muzycznej oznaczenia powtórzenia całego utworu od początku do końca lub do miejsca oznaczonego słowem fine, jeżeli takie oznaczenie występuje. Ewentualne repetycje nie są podczas powtórnego wykonywania realizowane, a w przypadku volt pomija się pierwszą i gra od razu drugą.
Czasami notacja ta jest modyfikowana i przyjmuje postać:
- da capo al fine e poi coda, co oznacza, że po powtórzeniu utworu do miejsca fine należy przejść do miejsca oznaczonego jako coda.

- dal segno S al fine, co oznacza, że powtarzanie ma się rozpocząć od specjalnego znaku (wł. segno), który przyjmuje najczęściej formę ozdobnej litery „S”.

- da capo al segno S, co oznacza, że powtarzanie ma się zakończyć w miejscu oznaczonym specjalnym znakiem.